# Víscera

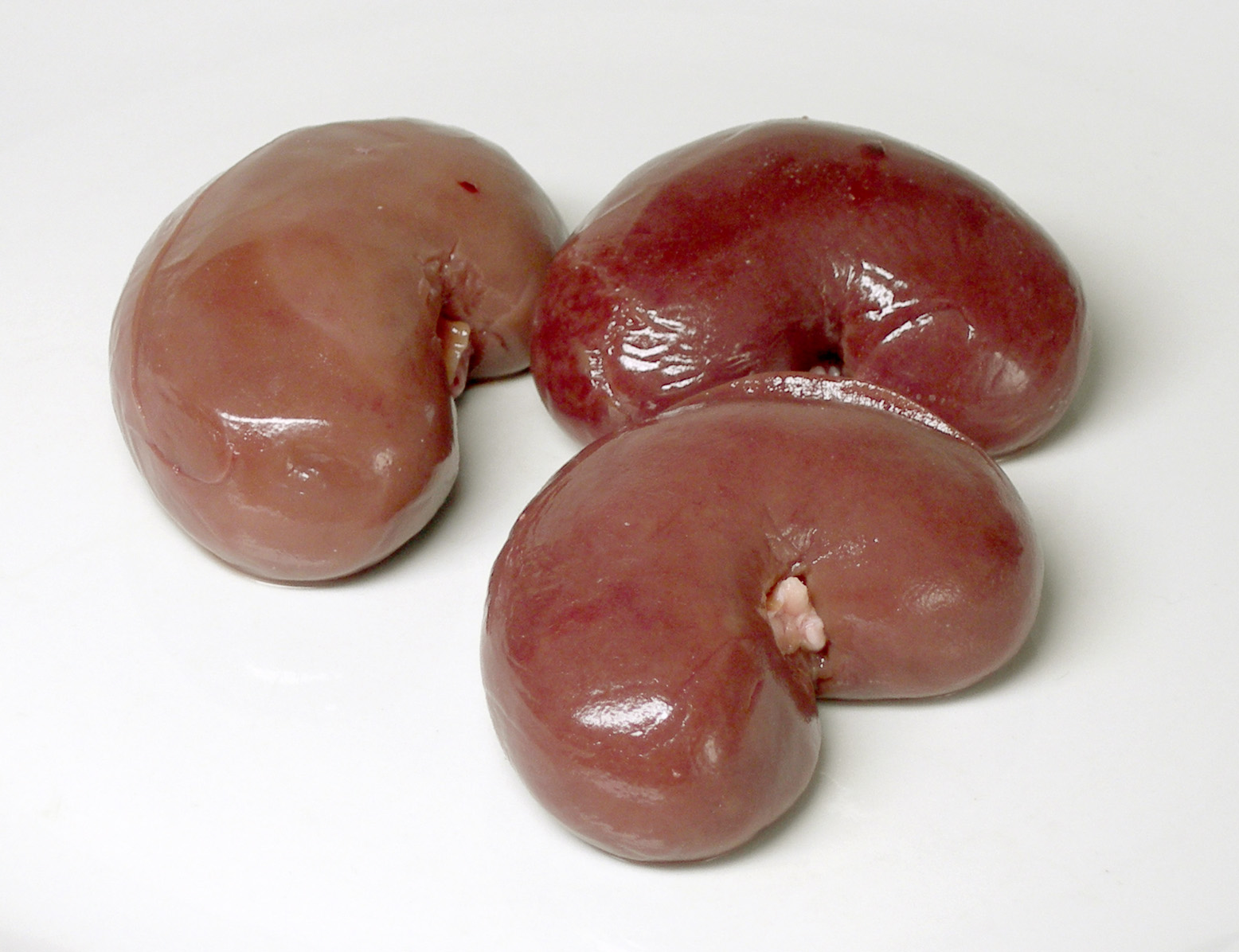
Els ronyons són un exemple de víscera

Una víscera o, col·loquialment, entranya, és un òrgan contingut en alguna de les cavitats esplàcniques del cos humà i animal (toràcica, abdominal i pelviana). Són òrgans que deriven embriològicament del mesoderma o de l'endoderma. Són vísceres els òrgans sòlids de l'aparell respiratori i aparell digestiu, com ara els pulmons, el cor, el fetge, el pàncrees o la melsa. Es consideren vísceres buides els segments del tub digestiu, l'estómac, la vesícula biliar o la bufeta urinària. Segons aquest concepte de víscera, el cervell no seria una víscera, ni tampoc els músculs ni els ossos. Malgrat no estar situats -en condicions normals- dins d'una cavitat esplàcnica, els testicles són també vísceres.
En les vísceres es distingeixen tres elements:
- Pedicle o paquet vasculonerviós de la víscera, encarregat de la seva irrigació sanguínia, drenatge i innervació.
- Hil. Orifici a través del qual penetra el pedicle.
- Coberta de teixit conjuntiu lax.

Les vísceres abdominals poden ser intraperitonials o retroperitonials (glàndules suprarenals) i les del tòrax intramediastíniques o extramediastíniques.
L'esplacnologia és la part de l'anatomia que estudia científicament les vísceres, parant especial atenció en els aparells digestiu, respiratori, urinari i genital.
En l'àmbit culinari i de la indústria càrnia les entranyes animals reben el nom de menuts.

## Classificació
Segons la constitució anatòmica o estructural, hi ha dos grans grups de vísceres:
- Vísceres sòlides, massisses o parenquimatoses: són les vísceres que presenten dues parts ben diferenciades en la seva constitució anatòmica: l'estroma (teixit de suport, que representa la carcassa intersticial) i el parènquima (teixit funcional o teixit noble de la víscera que la dota del seu tipus de funció) i està format també per la càpsula envolvent que la protegeix. Tenen hil i pedicle.
- Vísceres buides, membranoses o canaliculars: són les vísceres que presenten morfologia de sac buit i que estan entapissades per una sèrie de capes estructurals o túniques. No tenen hil, però si pedicle. Les túniques o capes que presenten les vísceres buides són, d'externa a interna:
  - Túnica externa, serosa o adventícia.
  - Túnica muscular: formada per fibres musculars que li donen la mobilitat a les vísceres (contracció). Poden estar disposades en diversos estrats però també en diverses direccions (obliqua, circular, longitudinal).
  - Túnica mucosa: és la capa més interna de la víscera buida, que entapissa la llum de la víscera. Aquí pot haver alguna glàndula mucosa que segregui productes per lubrificar la víscera.